# Schwarzer Nerz auf zarter Haut
Schwarzer Nerz auf zarter Haut ist ein deutscher Spielfilm von Erwin C. Dietrich nach dem gleichnamigen Roman von Heinz G. Konsalik mit Erwin Strahl und Herbert Fux in den Hauptrollen. Schwarzer Nerz auf zarter Haut wurde 1969 gedreht und am  20. Februar 1970 uraufgeführt. Produzent Dietrich wählte als Regisseur das Pseudonym Michael Thomas und lieferte als Manfred Gregor auch das Drehbuch. Die Filmbauten schuf Nino Borghi. Der Streifen lief auch unter dem Titel Mord an Bord.

## Handlung
Der Forscher Professor Dr. Franz Hergarten muss daheim seine Gespielin, die blonde Lisa, verlassen, da er als wichtiger Geheimnisträger und Kurier einer bestimmten Organisation hochbrisante und wichtige Dokumente von Deutschland nach New York bringen soll. Als Transportmittel wird ein Ozeanriese ausgewählt. Deutsche Sicherheitskräfte sollen ihn begleiten und vor unliebsamen Fremden abschirmen. Bald wird Hergarten klar, dass ihm einige Agenten feindlicher Mächte, die ebenfalls scharf auf die Geheimpapiere sind, an ihm kleben und dabei alle erdenklichen Tricks und Waffen einsetzen – auch die der Frauen.
Hergarten gelingt es, zunächst unbehelligt zu bleiben. Da taucht an Bord eine Sirene namens Sybilla auf, die jedoch mitnichten nur die erotische Verführung des Deutschen im Sinn hat: auch sie arbeitet als Agentin und soll Hergarten zunächst nur überwachen. Noch gefährlicher erscheint jedoch eine weitere Frau – es ist Lisa, diesmal dunkelhaarig. Auch sie hat offensichtlich nicht die besten Absichten. Bald kommt es hart auf hart. Nicht nur die beiden Frauen kämpfen um Franz, um sich dadurch seiner wertvollen Fracht zu bemächtigen, sondern auch die männliche Gegnerschaft lässt nichts unversucht und setzt dabei alle möglichen Waffen ein – von Fäusten über Pistolen bis zu einer Giftschlange.

## Kritiken
„Zur einfallslosen Handlung gesellt sich eine auffallende Bescheidenheit in der Ausstattung. Die Billigproduktion ist auch in Regie und Darstellung unzulänglich.“

„Langweilige, dilettantisch heruntergekurbelte Agentenstory mit einem Aufgebot von mehr oder weniger hüllenlosen Damen. Höchst überflüssig.“

Kino-zeit.de nannte den Film „einen furchtbar lahmen Agententhriller“ und resümierte: „Bei Schwarzer Nerz auf zarter Haut passiert leider gar nichts, was irgendwie unerwartet ist, und das erwartungsgemäße Abspulen aller Agentenklischees ist auch noch ganz schön steif inszeniert.“